# Флорштадт
Флорштадт (нем. Florstadt) — город в Германии, в земле Гессен. Подчиняется административному округу Дармштадт. Входит в состав района Веттерау.  Население составляет 8628 человек (на 31 декабря 2010 года). Занимает площадь 39,60 км². Официальный код — 06 4 40 007.
Община подразделяется на 6 сельских округов.